# Lee megye (Arkansas)
Lee megye az Amerikai Egyesült Államokban, azon belül Arkansas államban található. Megyeszékhelye és legnagyobb városa Marianna. Lakosainak száma 8600 fő (2020. április 1.). Lee megye Saint Francis, Crittenden, Tunica, Phillips és Monroe megyékkel határos.

## Népesség
A megye népességének változása:
| Lakosok száma | 10 381 | 10 279 | 10 200 | 10 015 | 9650 | 8600 |
|               | 2010   | 2011   | 2012   | 2013   | 2015 | 2020 |